# District de Jezzine
Le district de Jezzine est un district du Gouvernorat du Sud-Liban au Sud du Liban. Le chef lieu du district est la ville du même nom, Jezzine.

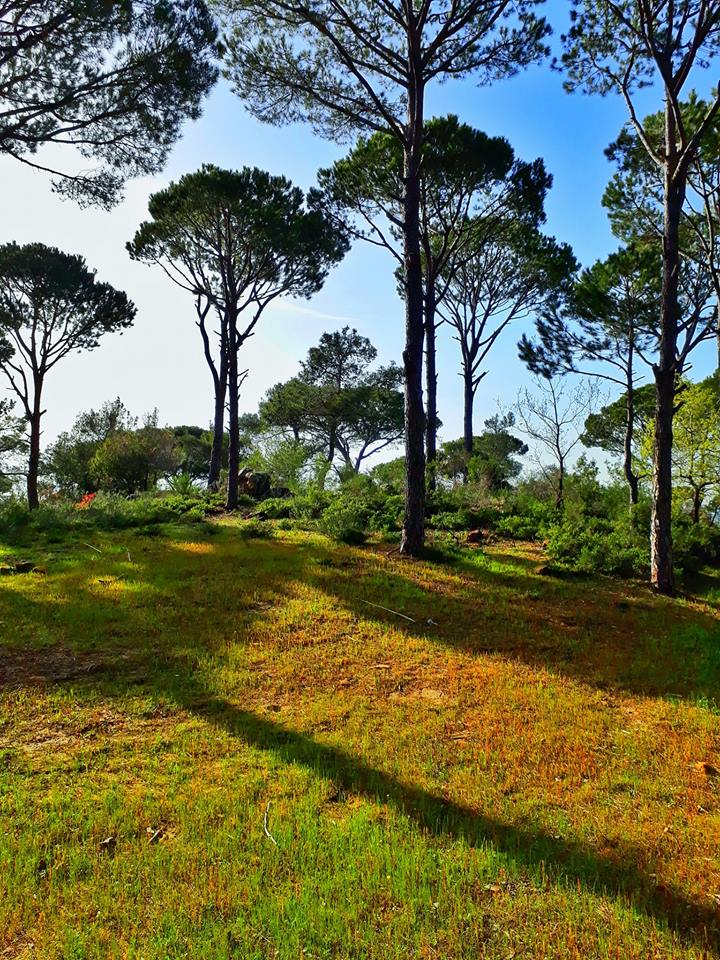
District de Jezzine

## Géographie
Le district de Jezzine est délimité au nord par la Mohafazah du Mont-Liban, à l'est par le caza de Marjaayoun et le gouvernorat de la Beqaa, au sud par le gouvernorat de Nabatieh, et à l'ouest par le caza de Saida.
Situé sur le versant ouest du Mont-Liban, le district descend des flancs de Jabal Niha à l'est, jusqu'aux collines du Caza de Saida à l'ouest. Il s'étend du fleuve El Awali au nord, jusqu’aux limites d'Iqlim El Touffah et du fleuve Litani au sud.

## Sites remarquables
Jezzine:
La ville comprend un vieux souk, un sérail ottoman (1898) et le couvent Saint-Antoine (1774) ainsi que de multiples maisons à arcades et tuiles rouges.
Grotte de Fakhr-al-Din II:
Grotte (à 6 km de Jezzine) qui a abrité en l'an 1635, l'émir Fakhr-al-Din II persécuté par le pouvoir ottoman.
Palais Farid Serhal:
Il s'agit d'un palais inachevé situé sur les hauteurs de Jezzine et dont l'architecture s'inspire de diverses cultures orientales.
Forêt de pins de Bkassine:
Il s'agit de la plus grande forêt de pins du Moyen-Orient, plantée à l’époque de Fakhreddine et dont le village tire actuellement sa principale source de revenus par l'exploitation des pins.
Couvent Notre Dame de Machmouche:
Le couvent maronite qui date de 1732 est l'un des plus célèbres du sud du Liban. Son internat a longtemps été une référence en matière d’éducation pour les notables de toute la région qui y envoyaient leurs enfants.
Sanctuaires de Nabi Micha:
Surplombant le couvent de Machmouche, la colline dite de Nabi Micha abrite deux temples, l’un baptisé Nabi Micha et l’autre Nabya Zalikha. Leur origine demeure incertaine, car aucun prophète de quelque confession que ce soit n’en porte le nom, mais il est fort probable que les ascètes ayant habité ces maisonnettes en pierre de taille peuvent avoir appartenu à l’une des trois religions monothéistes. Micha pourrait tirer son origine du nom de l’ascète juif Michka, qui se serait réfugié en cet emplacement.
Site romain de Marj Bisri:
Dans Marj Bisri, la vallée fluviale du Nahr-Bisri on trouve aujourd'hui les fûts de quatre colonnes de granite gris d'un mètre de diamètre semblant avoir appartenu à un temple romain. Le temple aurait eu un plan tétrastyle prostyle et d’ordre corinthien. Avec un portique large d’environ 14,70 m ses dimensions seraient comparables à celles des plus grands temples ruraux du Liban.
Lac artificiel de Anan:
Lac artificiel alimenté par de l'eau du Litani via un tunnel traversant les montagnes de Nihan.

## Répartition confessionnelle des électeurs (2015)
http://elnashra.com/elections/vote
https://www.almanar.com.lb/9564502
| Confessions          | Pourcentage (2022) | Pourcentage (2015) |
| Chrétiens (total)    | 75,02 %            | 75,34 %            |
| -------------------- | ------------------ | ------------------ |
| Arméniens-orthodoxes | 0,05 %             | - %                |
| Grecs-orthodoxes     | 0,17 %             | 2,51 %             |
| Maronites            | 60,11 %            | 56,90 %            |
| Grecs-catholiques    | 14,65 %            | 14,57 %            |
| Autres chrétiens     | 0,23 %             | 1,36 %             |
| Musulmans (total)    | 24,35 %            | 23,69 %            |
| Sunnites             | 1,85 %             | 2,42 %             |
| Chiites              | 22,17 %            | 20,53 %            |
| Alaouites            | 0 %                | 0,01 %             |
| Druze (total)        | 0,94 %             | 0,97 %             |